# Ocampo
För andra betydelser, se Ocampo (olika betydelser).
Ocampo (Bayan ng Ocampo) är en kommun i Filippinerna. Kommunen ligger på ön Luzon, och tillhör provinsen Camarines Sur. Folkmängden uppgår till 45 934 invånare år 2015.

## Barangayer
Ocampo är indelat i 25 barangayer.
| - Ayugan - Cabariwan - Cagmanaba - Del Rosario - Gatbo - Guinaban - Hanawan - Hibago - La Purisima Nuevo - May-Ogob - New Moriones - Old Moriones - Pinit | - Poblacion Central - Poblacion East - Poblacion West - Salvacion - San Antonio - San Francisco - San Jose Oras - San Roque Commonal - San Vicente - Santa Cruz - Santo Niño - Villaflorida |